# Michael Kretschmer
Michael Kretschmer (7 de maio de 1975), é um político alemão da União Democrata Cristã (CDU) que atua como Ministro Presidente da Saxônia desde 13 de dezembro de 2017. Desde 2022, ele é um dos quatro vice-presidentes da CDU, sob a liderança do presidente Friedrich Merz.

## Carreira Política

### Membro do Parlamento, 2002-2017
De 2002 a 2017, Kretschmer foi membro do Bundestag como representante eleito diretamente por Görlitz. Ele atuou pela primeira vez no Comitê de Avaliação de Educação, Pesquisa e Tecnologia. Nas negociações para formar um governo de coalizão sob a chanceler Angela Merkel após as eleições federais de 2009, ele foi membro do grupo de trabalho sobre assuntos econômicos e energia, liderado por Annette Schavan e Andreas Pinkwart.
De 2009 a 2017, Kretschmer foi um dos vice-presidentes da bancada parlamentar CDU/CSU, sob a liderança do presidente Volker Kauder. Durante seu tempo no parlamento, ele também fez parte do Grupo de Amizade Parlamentar Alemão-Russo e do Grupo de Amizade Parlamentar Alemão-Polonês.
Nas negociações para formar uma Grande Coalizão dos Democratas Cristãos da Chanceler Angela Merkel (CDU junto com a CSU da Baviera) e o SPD após as eleições federais de 2013, Kretschmer liderou a delegação CDU/CSU no grupo de trabalho sobre assuntos culturais e de mídia; sua contraparte do SPD era Klaus Wowereit. Nos anos seguintes, co-presidiu as convenções nacionais da CDU em Karlsruhe (2015), Essen (2016) e Berlim (2018).
Kretschmer perdeu a reeleição em 2017 para Tino Chrupalla do AfD.

### Ministro-Presidente da Saxônia, 2007-presente
Em 18 de outubro de 2017, Stanislaw Tillich anunciou sua renúncia ao cargo de Ministro Presidente da Saxônia e sugeriu que Kretschmer deveria substituí-lo. Ele é apenas o quarto e também o mais jovem a ocupar esse cargo.
Como um dos representantes da Saxônia no Bundesrat, Kretschmer atua como membro do Comitê de Relações Exteriores desde 2017. Além disso, ele é membro do Grupo de Amizade Alemanha-Rússia criado em cooperação com o Conselho da Federação da Rússia.
Nas negociações para formar um quarto gabinete sob Merkel após as eleições federais de 2017, Kretschmer co-presidiu o grupo de trabalho sobre transporte e infraestrutura, ao lado de Alexander Dobrindt e Sören Bartol.
Em dezembro de 2021, os jornalistas da ZDF descobriram uma conspiração de extremistas anti-vacina e anti-lockdown para assassinar Kretschmer, o que levou a uma investigação da polícia saxônica e a buscas por armas em várias casas em Dresden.
Desde 2022, Kretschmer preside – ao lado de Karl-Josef Laumann – um grupo de trabalho encarregado de elaborar políticas de segurança social para a nova plataforma partidária da CDU.

## Outras atividades
- Associação de Fundações Alemãs, membro do Conselho Consultivo Parlamentar
- Fundação Desenvolvimento e Paz (SEF), vice-presidente do conselho de curadores[14]
- Museu Alemão, Membro do Conselho de Curadores[15]
- Igreja de Nossa Senhora (Dresden), membro ex officio do conselho de curadores[16]
- Helmholtz Association of German Research Centres, membro do senado
- Sociedade Max Planck, Membro do Senado[17]
- Max Planck Institute for Chemical Physics of Solids, Membro do Conselho de Curadores[18]
- Instituto Max Planck de Física de Sistemas Complexos, Membro do Conselho de Curadores[19]
- Evangelisches Studienwerk Villigst, membro do conselho de curadores (2009-2013)
- Agência Federal de Educação Cívica, membro do conselho de curadores (2002–2005)

## Posições políticas
Em junho de 2017, Kretschmer votou contra a introdução do casamento entre pessoas do mesmo sexo na Alemanha.
Ao visitar o Fórum Econômico Internacional de São Petersburgo em 2019, Kretschmer se reuniu com o presidente Vladimir Putin e mais tarde pediu o levantamento das sanções econômicas da UE contra a Rússia. Isso foi imediatamente rejeitado pela presidente da CDU, Annegret Kramp-Karrenbauer.
Ele se opôs às restrições durante o início da pandemia do coronavírus e até compareceu a uma manifestação anti-lockdown, mas mudou de ideia e pediu desculpas em dezembro de 2020. Em novembro de 2021, ele discordou do ministro federal da saúde, Jens Spahn, sobre o fim do estado de emergência nacional.

## Controvérsia
Durante seu mandato como secretário-geral da CDU na Saxônia, Kretscher enfrentou críticas depois que surgiram relatos em 2010 de que reuniões pessoais com o presidente do partido e ministro-presidente Stanislaw Tillich foram oferecidas a potenciais patrocinadores corporativos em troca de doações.